# روبي ميريل
روبي ميريل (بالإنجليزية: Robbie Merrill)‏ هو عازف قيثارة أمريكي، ولد في 13 يونيو 1963 في لورانس في الولايات المتحدة.

## وصلات خارجية
- روبي ميريل على موقع IMDb (الإنجليزية)
- روبي ميريل على موقع قاعدة بيانات الفيلم (الإنجليزية)